# Sander volgensis
Sander volgensis là một loài cá thuộc họ Percidae. Nó được tìm thấy ở Áo, Bosnia và Herzegovina, Bulgaria, Croatia, Hungary, Moldova, România, Nga, Serbia, Montenegro, Slovakia, và Ukraina.